# 青森県立北斗高等学校
青森県立北斗高等学校（あおもりけんりつ ほくとこうとうがっこう, Aomori Prefectural Hokuto High School）は、青森県青森市松原二丁目にある公立の高等学校。定時制課程と通信制課程を有する。

## 概要
歴史
1932年（昭和7年）創立の「青森市立青森青年学校」を前身とする。夜間中学、旧制中学校を経て1948年（昭和23年）の学制改革により、新制高等学校に昇格。1982年（昭和57年）に青森市から青森県へ移管され現校名となった。長く定時制課程のみを有していたが、1999年（平成11年）に通信制課程が設置された。定時制課程は1992年（平成4年）に単位制が導入され、2006年（平成18年）に午前・午後・夜間の三部制となった。
2012年（平成24年）に創立80周年を迎えた。
2024(令和6)年3月末をもって青森工業高校の定時制課程(工業技術科)が閉課程され、青森市内の定時制課程を持つ高等学校は同校のみとなった。
設置課程・学科
定時制課程 普通科（午前部・午後部・夜間部の3部制）
通信制課程 普通科
校訓
「自主・協和・研学」
校章
校名の「北斗」（北斗七星）にちなみ五芒星を背景にして、中央に「北高」の文字（縦書き）を置いている。
校歌
校地および周辺
校舎西北には平和公園(旧浦町駅)、北には棟方志功記念館・青森市民図書館(アウガ内に移転)、青森中央市民センター、青森勤労者プール、松原ポンプ場、東には青森市立堤小学校が隣接し、地域一帯の再開発が検討されている。

## 沿革
- 1932年（昭和7年）
  - 3月31日 - 私立夜間中学と青森市立青森商工補習学校の2校を統合し、「青森市立青森青年学校」を設置。
    - 橋本尋常小学校内に設置。

  - 4月11日 - 開校。
- 1933年（昭和8年）11月16日 - 青森市立青森青年学校から夜間中学部が独立し、「青森市立夜間中学校」と改称。
- 1934年（昭和9年）4月5日 - 専門学校入学者検定規定第11条による指定を受ける。
- 1940年（昭和15年）3月31日 - 「青森市立中学校」と改称。
- 1943年（昭和18年）4月1日 - 中等学校令による中学校（旧制中学校）となり、「青森市立第二中学校」と改称。
- 1943年（昭和23年）
  - 4月1日 - 学制改革（六・三・三制の実施）により、旧制中学校が廃止され、新制高等学校「青森市立高等学校」が発足。
  - 7月27日 - 校舎第一期工事完成のため移転。
- 1952年（昭和27年）5月1日 - 青森市立中央高等学校から横内分校が移管される。
- 1956年（昭和31年）4月1日 - 「青森市立北斗高等学校」に改称。
  - 青森市立中央高等学校から新城分校が、青森県立青森商業高等学校から高田分校が移管される。
- 1959年（昭和34年）3月31日 - 新城分校と横内分校の生徒募集を停止。
- 1960年（昭和45年）12月25日 - 新校舎へ移転を完了。
- 1975年（昭和50年）11月15日 - 校旗を制定。
- 1978年（昭和53年）1月28日 - 新体育館が完成。
- 1982年（昭和57年）
  - 3月31日 - 高田分校の生徒募集を停止。
  - 4月1日 - 青森県へ移管され、「青森県立北斗高等学校」（現校名）と改称。
- 1984年（昭和59年）3月31日 - 高田分校を廃止。
- 1992年（平成4年）4月1日 - 単位制による定時制課程（普通科・夜間部）を設置。
- 1994年（平成6年）4月1日 - 単位制による定時制課程（普通科・昼間部）を設置。
- 1999年（平成11年）
  - 4月1日 - 単位制による通信制課程（普通科）を設置。
  - 青森県立尾上総合高等学校と青森県立八戸中央高等学校それぞれに通信制課程普通科の分室を併設。
  - 11月30日 - 新校舎が完成。
  - 12月 - 新校舎へ移転完了。
- 2001年（平成13年）3月30日 - 新体育館が完成。
- 2002年（平成14年）
  - 3月26日 - 屋外運動場が完成。
  - 10月27日 - 創立70周年を記念して新校歌を制定。
- 2006年（平成18年）4月1日 - 単位制による定時制課程（普通科・午前部）が設置され、従来の昼間部は午後部と改称される。
- 2013年（平成25年）4月1日 - 青森県立尾上総合高等学校と青森県立八戸中央高等学校にあった通信制課程分室をそれぞれの高校に移管。
  - 両校に通信制課程が設置される。

## 部活動
定時制課程のみ対象である。

### 運動部
- 軟式野球部
- 卓球部
- 陸上競技部
- 柔道部
- 剣道部

- バスケットボール部
- バドミントン部
- ソフトテニス部
- バレーボール同好会

### 文化部
- 放送部
- 美術部
- 写真部
- 囲碁・将棋部
- 書道部

- イラスト部
- パソコン部
- 華道部
- 軽音楽部
- 文芸部